# Verbundausbildung
Dieser Artikel wurde aufgrund inhaltlicher und/oder formaler Mängel auf der Qualitätssicherungsseite des Portals Wirtschaft eingetragen. 
Du kannst helfen, indem du die dort genannten Mängel beseitigst oder dich an der Diskussion beteiligst.
Verbundausbildung (auch Ausbildungspartnerschaft) ist die Zusammenarbeit einzelner Betriebe in der Ausbildung. Die Betriebe des Verbunds ergänzen sich bei der praktischen Berufsausbildung gegenseitig, wenn der Ausbildungsbetrieb bestimmte Ausbildungsinhalte aufgrund seiner Geschäftsprozesse nicht vermitteln kann.
Ausbildungspartnerschaften stellen damit eine besondere Form der Lernortkooperation dar. Dem Lernen in Ausbildungspartnerschaften werden Vorteile für die Lernenden und die beteiligten Unternehmen zugeordnet: Durch die Förderung fachlicher und sozialer Kompetenzen und das Kennenlernen eines breiten Spektrums beruflicher Aufgaben dienen sie der Ausbildung beruflicher Mobilität und Flexibilität.
Obwohl die Begriffe Lernortkooperation und Verbundausbildung nach dem Berufsbildungsgesetz dem Kontext dualer Ausbildung entstammen, lassen sie sich auch in die internationale Diskussion um das Lernen in Netzwerken einordnen. Diese findet zum einen im Zusammenhang mit der zunehmenden Vernetzung von Arbeits- und Geschäftsprozessen innerhalb von und zwischen Unternehmen (z. B. Zulieferernetzwerke) statt. Zum anderen dient sie der besseren Abstimmung und Vernetzung öffentlich bereitgestellter Bildungsangebote (z. B. „Lernende Region“).
In dieses Umfeld eingeordnet, stellen Ausbildungspartnerschaften und Lernortkooperation international anschlussfähige Konzepte mit hohem Formalisierungsgrad dar.

## Verbundausbildung/Ausbildungspartnerschaften in Deutschland
Während der Begriff der Verbundausbildung den rechtlichen Rahmen darstellt, wird der Begriff der Ausbildungspartnerschaft in Verbindung mit konkreten Grundformen und Konzepten im Bereich der Verbundausbildung genutzt.

### Gesetzliche Bestimmungen
Im aktuellen Berufsbildungsgesetz (BBiG) von 2005 wurde explizit die Gründung von Ausbildungspartnerschaften aufgenommen. Durch die gesetzliche Fixierung soll der besondere Stellenwert unterstrichen und die Betriebe dazu aufgefordert werden, sich mehr an der Ausbildung zu beteiligen.
§ 10 Abs. 5: Verbundausbildung
„Zur Erfüllung der vertraglichen Verpflichtungen der Ausbildenden können mehrere natürliche und juristische Personen in einem Ausbildungsverbund zusammen wirken, soweit die Verantwortlichkeit für die einzelnen Ausbildungsabschnitte sowie für die Ausbildungszeit insgesamt sichergestellt ist (Verbundausbildung).“
Im folgenden Textauszug aus dem BBiG wird festgelegt, dass Inhalte, die der eigentliche Ausbildungsbetrieb nicht in seinen Geschäftsprozessen hat, auch extern vermittelt werden können. Eine Ausbildungspartnerschaft ist somit rechtens.
§ 27 Abs. 2: Eignung der Ausbildungsstätte
„Eine Ausbildungsstätte, in der die erforderlichen beruflichen Fertigkeiten, Kenntnisse und Fähigkeiten nicht im vollen Umfang vermittelt werden können, gilt als geeignet, wenn diese durch Ausbildungsmaßnahmen außerhalb der Ausbildungsstätte vermittelt werden.“

### Grundformen von Ausbildungspartnerschaften
In Deutschland lassen sich die Ausbildungspartnerschaften in vier Grundformen einteilen: das Ausbildungskonsortium, die
Auftragsausbildung, den Ausbildungsverein und den Leitbetrieb mit Partnerbetrieben (ITB, 2006). Daneben existiert in der Praxis noch eine Reihe von weiteren Mischformen. Generell werden unbürokratische und an regionale Besonderheiten angepasste Organisationsformen bevorzugt.
Möglich ist auch eine Grenzüberschreitende Verbundausbildung (GVA).

### Leitbetrieb mit Partnerbetrieben
Beim Modell Leitbetrieb mit Partnerbetrieben schließt der Leitbetrieb (Stammbetrieb) die Ausbildungsverträge ab. Einzelne Abschnitte, die der Leitbetrieb aufgrund seiner Geschäftsprozesse nicht ausbilden kann, werden in den Partnerbetrieben vermittelt. Der Leitbetrieb behält die Gesamtverantwortung und trägt auch die Kosten. Hierfür wird ein Kooperationsvertrag abgeschlossen.
Das Bestreben des Leitbetriebes, selbst Auszubildende einzustellen und die Ausbildung so weit wie möglich selbst durchzuführen, ist ein Motiv für diesen Ausbildungsverbund. Die Partnerbetriebe haben Interesse, durch Erfahrungsaustausch und Nutzung von Räumlichkeiten des Leitbetriebes die eigene Ausbildungsfähigkeit zu verbessern. Ohne den Aufwand einer vollständigen Ausbildung können die Partnerbetriebe ihren Nachwuchs sichern, denn es ist nicht ausgeschlossen, dass während der Ausbildung im Partnerbetrieb Kontakte hergestellt werden, die später zu einer Anstellung führen können. In den meisten Fällen bildet der Leitbetrieb über seinen eigenen Bedarf hinaus aus.
Die Kooperationsform ist ein Vertrag zwischen Leitbetrieb und den einzelnen Partnern.

### Auftragsausbildung
Bei der Auftragsausbildung erfolgen Abschnitte der Berufsausbildung gegen Kostenerstattung außerhalb des eigentlichen Ausbildungsbetriebes. Solche Aufträge können an andere Betriebe oder Bildungszentren vergeben werden. Ausbildungsverträge der Auszubildenden werden mit dem Stammbetrieb geschlossen, der auch die Vergütung übernimmt.
Ein Motiv für dieses Vorgehen ist die flexible Erweiterung, um betriebliche Schwankungen der Ausbildungskapazität auszugleichen. So kann der Stammbetrieb mehr Auszubildende bzw. Nachwuchskräfte ausbilden, und der externe Betrieb bzw. das Bildungszentrum vorhandene Ausbildungskapazitäten effektiv nutzen. Die Kooperationsform ist der Auftrag.

### Ausbildungskonsortium
Bei einem Ausbildungskonsortium schließen sich mehrere kleine und mittlere Unternehmen (KMU) zusammen und stellen jeweils Auszubildende ein, die zu bestimmten Inhalten, die der eigene Betrieb nicht vermitteln kann, in den Nachbarbetrieb gehen (Rotationsprinzip). Diese Inhalte können aber auch von Bildungszentren bzw. Bildungswerken übernommen werden.
Das Motiv bei dem Ausbildungskonsortium ist, dass die Unternehmen gleichberechtigt zusammenarbeiten und ihre eigenen Auszubildenden eigenständig ausbilden.
Kooperationsform dieses Verbundmodells sind gegenseitige Kooperationsverträge.

### Ausbildungsverein
Die einzelnen Betriebe gründen zum Zweck der Ausbildung eine Organisation (z. B. e. V.), die die organisatorischen Aufgaben übernimmt, während die Stammbetriebe die Ausbildung durchführen. Der Ausbildungsverein schließt in der Regel die Ausbildungsverträge ab. Die Organe des Vereins sind die Mitgliederversammlung und der ehrenamtliche Vorstand, der die Leitungsfunktion übernimmt. Eine Satzung regelt Rechte und Pflichten der Mitglieder. Die anfallenden Kosten für Geschäftsführung, Ausbildungsvergütung, Prüfungsgebühren u. a. können durch Mitgliederbeiträge, Fördermittel (z. B. vom Land oder des Bundes) oder durch Spenden aufgebracht werden.
Ein Motiv ist, die anfallenden Aufgaben des Vereins durch einen Geschäftsführer wahrzunehmen.
Die Kooperationsform ist die Vereinsgründung.

### Förderung der Verbundausbildung in Nordrhein-Westfalen
Das Ministerium für Arbeit, Gesundheit und Soziales des Landes Nordrhein-Westfalen hat in der Förderperiode 2014–2020 mit Mitteln des Europäischen Sozialfonds (ESF) für kleine und mittlere Betriebe die Möglichkeit geschaffen, eine finanzielle Förderung für die Verbundausbildung zu erhalten. Die Verbundausbildung wird als ein Baustein in der Herausforderung der Sicherung des Fachkräftebedarfs gesehen. Pro Ausbildungsplatz im Verbund können so 4.500 Euro an den Betrieb gezahlt werden, mit dem der bzw. die Auszubildende den Ausbildungsvertrag abgeschlossen hat. Voraussetzung ist, dass der Ausbildungsbetrieb in Nordrhein-Westfalen seinen Sitz hat, über weniger als 250 Beschäftigte verfügt und die Ausbildungsinhalte, die nicht im eigentlichen Ausbildungsbetrieb vermittelt werden können, mindestens sechs Monate umfassen. Der Verbundpartner kann nicht nur ein anderer Betrieb, sondern auch ein Bildungsdienstleister sein.

## Partnerschaften als Aufgabe von Berufspädagogen – Etablierung, Identifikation und Moderation
Eine Ausbildungspartnerschaft bildet also ein regionales Netzwerk von Betrieben, möglichst mit der Berufsschule, um eine vollständige und attraktive Berufsausbildung in einem Beruf oder einer Berufsgruppe zu ermöglichen.
Bei der Etablierung und Aufrechterhaltung von Ausbildungspartnerschaften können Berufsschulen eine wichtige Rolle einnehmen. Die Berufsschule bzw. das regionale Kompetenzzentrum kann die Spinne im Netz im Rahmen einer kooperativen Berufsbildung in Ausbildungspartnerschaften darstellen. Mit dieser Aufgabe kommen neue Herausforderungen auf Berufspädagogen zu.
Zum einen gilt es, den Bedarf und die richtigen Partner für eine Ausbildungspartnerschaft zu identifizieren, eine Partnerschaft zu etablieren und die Prozesse und die Arbeit in der Partnerschaft zu moderieren.
Insbesondere die Fachlehrer kennen nicht nur die Ausbildungsbetriebe, sondern auch solche Betriebe, die für eine Ausbildung gewonnen werden können.
Die Gründung einer Ausbildungspartnerschaft lässt sich idealtypisch in den folgenden Stufen beschreiben:
- Gründungsinitiative ergreifen
  - Partner für eine Ausbildungspartnerschaft suchen
  - Kontakt zu den möglichen Partnern aufnehmen
- Gründungsveranstaltung vorbereiten und durchführen
  - Vorstellung des Konzepts
  - Abgleich der betrieblichen Interessen
  - Einschätzung der betrieblichen Ausbildungspotenziale
  - Festlegung von Verantwortlichkeiten
  - Arbeitsgruppe gründen[11]

Zunächst gilt es Unternehmen zu finden, die sich an einer solchen Kooperation beteiligen können. Die vorbereitenden Gespräche vor einer offiziellen Einladung zu einem Gründungstreffen können eine wichtige Katalysatorfunktion in Bezug auf Wünsche, Bedenken und Hindernisse übernehmen, die von den zu beteiligenden Partnern in eine solche Partnerschaft eingebracht werden. So ergibt sich nach und nach für den Initiator ein Bild über die Probleme und Perspektiven einer Ausbildungspartnerschaft in Bezug auf einen Beruf und die vorhandenen Betriebe in einer Region.
Die folgende Abbildung aus dem genannten Werkzeugkasten listet einige Gründe auf, die bei der Akquisition von Partnern durch den Initiator geltend gemacht werden können:
| Akteur                                        | Mögliche Aufgaben | Mögliche Vorteile |
| --------------------------------------------- | --- | --- |
| Ausbilder / Personalleiter; Betrieb           | Ausbildung in eigenen Geschäftsfeldern weitgehend in realen Arbeitsprozessen Austausch der Auszubildenden mit anderen Betrieben für nicht vorhandene Geschäftsfelder | Eigener Facharbeiternachwuchs Ausbildung in eigenen Geschäftsfeldern nötig, für andere Bereiche Austausch möglich, dadurch Erhöhung der Produktivität in der Ausbildung Steigerung der Ausbildungsqualität durch stärkere Orientierung an den Arbeitsprozessen Ausbildung beim jeweiligen Experten Vermittlung von betriebsübergreifendem Zusammenhangswissen als wichtige Kompetenz für künftige Fachkräfte Bessere Abstimmung mit der Berufsschule Qualifizierte Ausbildungsplatzbewerber durch größere Attraktivität der Ausbildung |
| Lehrer / Schulleitung / Berufsschule          | An Arbeitsprozessen der Betriebe orientierter Unterricht gemeinsame Ausbildungsprojekte Koordination der Ausbildungspartnerschaft                                    | Einrichtung einer Fachklasse für einen neuen Beruf Verstärkter Kontakt zur betrieblichen Praxis Enger Bezug zu betrieblichen Innovationen Motivierte Schüler |
| Kammern / Innungen                            | Ansprache potenzieller Ausbildungsbetriebe Koordination der Ausbildungspartnerschaft                                                                                 | Gewinnung zusätzlicher Ausbildungsverhältnisse durch attraktive Rahmenbedingungen insbesondere für kleine und mittlere Ausbildungsbetriebe Stabile Facharbeitsmärkte durch angemessene Ausbildungsquote |
| Betriebsrat / Jugendvertretung / Gewerkschaft | Mitgestaltung der Rahmenbedingungen Überzeugungsarbeit bei den Angestellten und Auszubildenden                                                                       | Erhöhung der Ausbildungsqualität Stärkung der Interessenvertretung durch zusätzliche Ausbildungsarbeitsplätze Sicherung von Facharbeiternachweis |
| Arbeitsamt                                    | Vermittlung qualifizierter Bewerber | Nachhaltige Schaffung zusätzlicher Ausbildungsplätze und dadurch Verringerung der regionalen Jugendarbeitslosigkeit |
| u. a. M.                                      | | |

(Tabelle entnommen aus S. 14–15)
Am besten ist es, wenn alle Betriebe im Einzugsgebiet einer Berufsschule an einer Ausbildungspartnerschaft beteiligt sind. Auch für die Betriebe, die selbst alle Ausbildungsinhalte abdecken, kann es sich zur Erhöhung der Ausbildungsqualität lohnen, sich an einer Ausbildungspartnerschaft zu beteiligen.

### Instrumente der Gestaltung von Ausbildungspartnerschaften
Der durch das ITB-Team erstellte Werkzeugkasten bietet viele praktische Hilfen bei der Umsetzung des Konzeptes in die Praxis. Ein besonders wichtiges Instrument bei der Umsetzung ist die Analyse betrieblicher Ausbildungsstärken. Eine solche Analyse kann entweder durch Begehungen oder z. B. auch auf der Gründungsveranstaltung für eine Ausbildungspartnerschaft durchgeführt werden.
| Einschätzung der Ausbildungsstärken | Einschätzung der Ausbildungsstärken                                    | Einschätzung der Ausbildungsstärken | Einschätzung der Ausbildungsstärken | Einschätzung der Ausbildungsstärken |
| ----------------------------------- | ---------------------------------------------------------------------- | ----------------------------------- | ----------------------------------- | ----------------------------------- |
| Beruf                               | Elektroniker/Elektronikerin für Betriebstechnik                        | Datum:                              | Datum:                              | Datum:                              |
| Firma                               | Firma Richter                                                          | Firma Richter                       | Firma Richter                       | Firma Richter                       |
| Firma                               | 12345 A-Stadt                                                          |                                     |                                     |                                     |
| Pos.-Nr.                            | Teile des Ausbildungsberufsbilds                                       | Ausbildungsinhalte sind vorhanden   | Ausbildungsinhalte sind vorhanden   | Ausbildungsinhalte sind vorhanden   |
| Pos.-Nr.                            | Teile des Ausbildungsberufsbilds                                       | vollständig                         | teilweise                           | gar nicht                           |
| 5                                   | Betriebliche und technische Kommunikation                              | X                                   |                                     |                                     |
| 6                                   | Planen und Organisieren der Arbeit, Bewerten der Arbeitsergebnisse     | X                                   |                                     |                                     |
| 7                                   | Montieren und Anschließen elektrischer Betriebsmittel                  |                                     | X                                   |                                     |
| 8                                   | Messen und Analysieren von elektrischen Funktionen und Systemen        | X                                   |                                     |                                     |
| 9                                   | Beurteilen der Sicherheit von elektrischen Anlagen und Betriebsmitteln |                                     | X                                   |                                     |
| 10                                  | Installieren und Konfigurieren von IT-Systemen                         |                                     |                                     | X                                   |
| 11                                  | Beraten und Betreuen von Kunden, Erbringen von Serviceleistungen       |                                     | X                                   |                                     |
| 12                                  | Technische Aufgabenanalyse, Lösungsentwicklung                         | X                                   |                                     |                                     |
| 13…                                 | …                                                                      |                                     |                                     |                                     |

- Strukturierung:
Die Berufsbildpositionen der geltenden Ordnungsmittel sollten als Grundlage für die Einschätzung verwendet werden. Wenn die Berufsbildpositionen der Ausbildungsordnung nicht präzise genug formuliert sind, dann können sie unter Bezugnahme auf den Ausbildungsrahmenplan und die Lernfelder der Rahmenlehrpläne der Länder konkretisiert werden.

- Bewertungsskala
  - Vollständig: Der Ausbildungsinhalt kann im Betrieb in den eigenen Arbeitsprozessen vermittelt werden.
  - Teilweise: Der Ausbildungsinhalt ist nicht im Arbeitsprozess gegeben, kann aber anderweitig im Betrieb z. B. in der Lehrwerkstatt vermittelt werden.
  - Gar nicht: Der Ausbildungsinhalt kann nicht im eigenen Betrieb vermittelt werden.

(Abbildung entnommen aus S. 27)
Über die zusammenfassende Auswertung der Einschätzungen aller Partner kann sich der Initiator und Moderator einen Überblick über die Ausbildungspotentiale innerhalb der einzelnen Betriebe und der in einer Region vorhandenen Ausbildungspotentiale im Hinblick auf bestimmte Berufe machen. Diese Information ist wichtig, um den Lernenden, Ausbildern und Lehrern die zeitliche und inhaltliche Strukturierung der Ausbildungszeit zu erlauben. Der ITB Werkzeugkasten bietet eine Reihe von weiteren Hilfsmitteln, wie z. B. konkrete Vorschläge von Vereinbarungen, Haftungs- und Kooperationsvereinbarungen.
Es zeigt sich sehr deutlich, dass die Etablierung, Identifikation und Moderation von Ausbildungspartnerschaften eine Aufgabe ist, die zwar für alle Beteiligten sehr gewinnbringend sein kann, aber auch einen gewissen Aufwand darstellt, der intelligent zwischen den Akteuren der beruflichen Bildung verteilt werden muss. Berufspädagogen können hier eine wichtige Bedeutung einnehmen.
Im internationalen Forschungsprojekt workplace-learning-partners.org ist versucht worden, die Instrumente und Konzepte aus dem deutschen Zusammenhang auf Beispiele des Lernens in Netzwerken und betrieblichen Verbünden zu übertragen. Entstanden ist dabei z. B. das Instrument des „Learning Achievement Review“, dass es Lernenden und Ausbildungspersonal erlaubt, bereits erfolgte Lernerfahrungen in zwischenbetrieblichen Netzwerken zu dokumentieren und zu reflektieren.

## Lernen in Netzwerken und regionalen Kooperationen
Lernortkooperation zeigt sich in Deutschland besonders bei der Planung und Durchführung beruflicher Bildung. Als Beispiele für die Planung sind hier zu nennen: die Bund-, Länderkommission, der Hauptausschuss des Bundesinstituts für Berufsbildung (BIBB), Landesausschüsse für berufliche Bildung. In der Durchführung beruflicher Bildung im dualen System sind Betriebe, Teilzeitberufsschulen, überbetriebliche Berufsbildungsstätten und Kommunen zur Zusammenarbeit verpflichtet, diese zeigt sich meistens nur auf den vom Berufsbildungsgesetz vorgeschriebenen Gebieten: Berufsbildungs- und Prüfungsausschüsse und bei der Eintragung von Ausbildungsverhältnissen sowie bei der Ausbildungsberatung.
In der beruflichen Ausbildung erfolgt die Lernortkooperation in den Kernfeldern „Unterweisung am Arbeitsplatz der Lehrwerkstatt und im beruflichen Unterricht“. Der Zusammenhang zwischen theoretischer Ausbildung in der Berufsschule und der praktischen Ausbildung am Arbeitsplatz muss sich ein Auszubildender selbst erschließen. Die wichtigste Aufgabe von Lernortkooperation ist es, dies dem Azubi zu erleichtern. Hierzu reichen die meist jährlich stattfindenden Ausbilder- und Betriebssprechtage nicht aus. Eine anspruchsvolle Lernortkooperation zeigt sich, wenn sie auf gegenseitige Information über das Lehrprogramm, persönliche Stärken und Schwächen der Azubis und Abstimmung über die Ausbildungsplanung aufbaut.
Da diese Anforderungen auf keiner gesetzlichen Grundlage basieren ist erfolgreiche Lernortkooperation auf individuelle Arrangements von Betrieben, Berufsschulen und Behörden zurückzuführen. Als Beispiele gelten hier Großbetriebe, die Teilweise ganze Berufsschulklassen stellen. Wenn solch ein Fall vorliegt, geht die Kooperation meistens in die Richtung, dass sich der Betrieb und die Schule über den zu vermittelnden Stoff und die Berufsschultage einig sind. Ob hier von Kooperation oder von einseitiger Beeinflussung von Seiten des Betriebes gesprochen werden kann, muss am Einzelfall entscheiden werden.
Ein zweites Beispiel ist die Schaffung von überbetrieblichen Ausbildungsstätten. Sind einzelne (meist kleine) Betriebe nicht in der Lage dem Auszubildenden eine Ausbildung in allen Teilgebieten seines Berufs zu ermöglichen, sei es durch nicht mehr zeitgemäße Ausstattung oder nur die fehlende Abdeckung in einzelnen Bereichen, liegt die Schaffung einer überbetrieblichen Ausbildungsstätte nahe. Diese deckt die fehlenden Inhalte in der Berufsausbildung ab. Die Schaffung einer solchen Einrichtung beruht auf dem gemeinsamen Arrangement von einzelnen Betrieben.
Lernortkooperation sollte also:
- Die Verbindung zwischen theoretischem und praktischem Lernen schaffen. Diese Verbindung ist zur Erlangung der Berufsreife sehr wichtig. Damit ist nicht gemeint, dass die Schule für den Theoretischen und der Betrieb für den Praxisteil zuständig ist. Es können beide Einrichtungen für beide Lernformen in Frage kommen. So beugt man der Einseitigkeit vor, die entsteht, wenn der Auszubildende im Betrieb immer nur mit den gleichen Aufgaben in Berührung kommt.
- Die Defizite im Berufsbildungssystem abfedern. Die auftretenden Defizite im Berufsbildungssystem sollen aufgefangen werden, hier treten, je nachdem in welcher Region man sich befindet, andere Probleme auf.
- Die quantitativen Probleme abfedern. Das bedeutet, dass Netzwerke in Regionen mit zu wenigen Ausbildungsplätzen dafür sorgen, neue Ausbildungsplätze – wie z. B. schulische Vollzeitausbildungen – zu schaffen.
- Die Berufsbildung wirtschaftlicher machen. Ein Beispiel ist hierfür die Nutzung von gemeinsamen Ressourcen. Anlagen und Räumlichkeiten werden von Schulen, Betrieben und überbetrieblichen Einrichtungen genutzt. Gemeinsames Tragen der Kosten von Entwicklungsprojekten.

Zum Evaluieren eines solchen Netzwerkes muss eine gewisse Infrastruktur geschaffen werden.
- Berufsbildungsnetzwerke brauchen Institutionen, die in der Region handlungsfähig sind. Sie müssen Ziele setzen, über finanzielle Ressourcen verfügen und Verpflichtungen eingehen können.
- Es müssen institutionsinterne und übergreifende Gemeinschaften entstehen, die die Entwicklung von Berufsbildungsnetzwerken, durch das Schaffen günstiger Bedingungen erleichtern.
- Jedem Netzwerkknoten muss das gemeinsame Wissen zur Verfügung stehen.
- Es müssen Berufsbildungspläne entstehen, die lernortübergreifend sind. Das bedeutet, dass das bisherige Nebeneinander von Rahmenlehrplan und Ausbildungsrahmenplan beendet wird und ein von allen Parteien gemeinsam entwickelter Berufsbildungsplan die Grundlage für die in der Ausbildung zu vermittelnden Kompetenzen bildet. Dieser Berufsbildungsplan ist Aufgabenorientiert. Er bildet Vorgänge so ab, wie sie im Betrieb vorkommen.

## Beispiele aus dem internationalen Umfeld

### England
In England steht die Lernortfrage im Gegensatz zu Deutschland nicht im Mittelpunkt der Berufspädagogik (Deißinger, 2004, S. 595), da seit jeher hauptsächlich die Betriebe die Ausbildung für sich in Anspruch genommen haben und auch die staatlichen Umstrukturierungen in den letzten 20 Jahren aufgrund des Kompetenzansatzes nur eine starke Lernziel- und somit Outputorientierung hervorgerufen haben (Deißinger, 2004, S. 589). Die Berufsbildungssysteme müssen also im Allgemeinen als reines Zertifizierungssystem betrachtet werden und lassen somit keinen Raum für eine öffentliche Diskussion curricularer Aspekte im schulischen oder betrieblichen Bereich, und deswegen auch nicht in Bezug auf Lernortkooperation, zu.
Die einzige Ausnahme bildet hierzu die Modern Apprenticeship, die Vergleichbar mit der deutschen dualen Berufsausbildung berufstheoretisches Wissen, berufspraktisches Können und Schlüsselqualifikationen zusammenführt und neben der betrieblichen eine
begleitende schulische Ausbildung am College beinhaltet (Deißinger, 2004, S. 590ff). Trotz der noch relativ heterogenen Ausbildung und der
kontingenten Praxis der Lernortkooperation, ist die Modern Apprenticeship der Hoffnungsträger bei den nichtakademischen Berufsbildungsmöglichkeiten in England.

### Niederlande
Die Kooperation der Lernorte hat in den Niederlanden ebenso wie in Deutschland eine große Bedeutung (Frommberger, S. 622, 2004).
Allerdings steht entsprechend der ursprünglichen deutschen Diskussion der Lernortkooperation hier die Aufteilung der Ausbildungsanteile auf die einzelnen an der Ausbildung beteiligten Institutionen (Betrieb, überbetriebliche Berufsbildungsstätte, regionales Ausbildungszentrum) im Vordergrund. Dementsprechend lassen sich die niederländischen Ausbildungspartnerschaften mit deutschen nur auf der auf Schule und Betrieb reduzierten Form der Lernortkooperation vergleichen.
Obwohl in den Niederlanden die berufliche Ausbildung seit 1997 ebenso wie in England auf einen landesweit gültigen Qualifikationsrahmen basiert, besteht eine umfangreiche und variable Koordinierung der Lernorte, da einerseits 20 Prozent einer Curricula der Gesamtausbildung regionalen und betrieblichen Anforderungen zur Verfügung stehen und andererseits zwischen einer schulischen (mit zusätzlichen betriebspraktischen Anteilen) und einer beruflichen (mit zusätzlichen schulischen Anteilen) Ausbildungsvariante gewählt werden kann (Frommberger, S. 632ff, 2004). So wird z. B. die kaufmännische Ausbildung im Norden des Landes überwiegend im schulischen Kontext und im Süden hauptsächlich von Betrieben durchgeführt. Üblicherweise führt bei der zweiten Variante ein Stammbetrieb die Berufsausbildung durch, aber auch Verbundmodelle mit unterschiedlicher Anzahl von beteiligten Betrieben werden praktiziert.
Insgesamt lassen sich somit bezüglich der Lernortkooperation in den Niederlanden Aspekte der „alten“ deutschen Dualität in der Berufsausbildung, aber auch in Deutschland erst geführte Diskussionen wie z. B. differenzierte und regional anpassbare Curricula, ausmachen.

### Dänemark
Obwohl das dänische Berufsbildungssystem, ebenso wie das deutsche, ein duales System ist, sind Ausbildungsverbünde im Sinne von klassischen deutschen Lernortkooperationen hier eher unbedeutend.
Gründe hierfür sind sicherlich die Blockform der Ausbildung (je ein schulischer und betrieblicher Block pro Ausbildungsjahr) und die große räumliche Distanz zwischen Schule und Betrieb aufgrund der regionalen Kompetenzzentren (Grollmann, S. 647, 2004).
Seitdem die Reform der beruflichen Bildung im Jahre 2000 abgeschlossen wurde und die Regierung die Verbundausbildung stärker fördert, treten in Dänemark allerdings ganz andere Ausprägungsformen von Lernortkooperationen auf (Grollmann, S. 644ff, 2004). So wurde bereits 1992 durch eine Änderung des Berufsbildungsgesetzes, die Grundlage für eine Durchführung der betrieblichen Ausbildung im Ausland geschaffen.
Weitere Ausprägungen sind die generell von Berufsschulen durchgeführte Berufsberatung von Schülern und die Unterstützung der Betriebe in Fragen der Ausbildung und Vermittlung von Auszubildenden, die Hervorhebung der Bedeutung von Ausbildung für regionale Wirtschaftssysteme sowie unterschiedlichste Projekte, wie z. B. die gemeinsame Ausbildung zwischen Schule und Betrieb mit beruflichen Lern- und Arbeitsaufgaben.
Anhand dieses Strebens nach neuen Formen der Lernortkooperationen erkennt man wie in Deutschland die teilweise Unzufriedenheit und
den Willen nach Flexibilisierung der beruflichen Ausbildung.

### Grenzüberschreitende Verbundausbildung
Bei der grenzüberschreitenden Verbundausbildung (GVA) schließen Partnerbetriebe im In- und Ausland einen Vertrag über die gemeinsame Ausbildung und vereinbaren die Inhalte für die Zeit des Auslandsaufenthalts. Eine Herausforderung ist dabei die Unterschiedlichkeit der Bildungssysteme in Europa und der Berufsprofile. Eine Chance sind die Mehrwerte an Kompetenzen für Auszubildende und damit auch für Betriebe, die während einer rein deutschen Ausbildung nicht erlangt werden können.
Das EU-Projekt „GVA/Handwerk“ beschäftigt sich mit allen Fragen rund um qualitativ hochwertige GVA und ihrer Etablierung als selbstverständliches Angebot in der Berufsbildung (LaWA – Learn and Work Abroad).

## Europäische Kooperation: DasLeonardo da VinciProjekt „Work & Learning Partners“
Das Projekt Work & Learning Partners (WLP) hat während der Jahre 2004 bis 2006 als ein Pilotprojekt des EU-Programms Leonardo da Vinci gearbeitet. Das WLP Projekt hat in diesem Zeitraum Länderberichte, vergleichende Analysen, regionale Workshops und europäische Arbeitstreffen organisiert. Auf der nationalen Ebene hat das Projekt regionale Pilotmaßnahmen, Erhebungen und Analysen sowie Produktion und Sammeln von Multimedia Produkte unterstützt. Insgesamt sollen die Ergebnisse und Schlussfolgerungen aus dem Projekt zu einem breiteren europäischen Kenntnisstand über Ausbildungspartnerschaften und Kooperation zwischen Betriebe und Bildungsträger beitragen.
Aus der Perspektive der deutschen Partner hat das WLP Project als Ziel, neuere deutsche Ansätze zur Lernortkooperation, Ausbildungspartnerschaften und kollaboratives Lernen in einer europäischen Diskussion zu bringen. Aus einer europäischen Perspektive bietet das Projekt die Gelegenheit an, von anderen Berufsbildungs- bzw. Weiterbildungskulturen zu lernen. Insbesondere sind diese Chancen vorhanden, weil das Projekt mit gemeinsamen Analyseinstrumenten, mit gemeinschaftlich koordinierten Pilotstrategien und mit gemeinsamen Web-Plattformen gearbeitet hat. Man kann die folgenden institutionell-organisatorischen Konfigurationen als Ausgangspunkt der Arbeit in dem Projekt nennen:
1. Der deutsche Beitrag ist aus früheren regionalen Modellversuchen (z. B. GOLO und GAPA) entstanden und an deren Bemühungen, dual-kollaborative Lernzusammenhänge im Rahmen eines regionalen Lernortverbunds zu entwickeln. Den europäischen Dialog betreffend liegt das Interesse darin, wie die hier entwickelten Ansätze in anderen Ausbildungs- bzw. Qualifizierungsmodellen realisiert werden können.
2. Der Beitrag der Partner aus Vereinigten Königreich (England und Wales) bezieht sich auf Verbundmaßnahmen, in denen Partnerbetriebe aus vernetzten Lieferantenketten („supply chains“) gemeinsame Qualitätsentwicklung mit Hilfe von Arbeitsanalysen und Bildungsangebote unterstützen. Ein wichtiges Interesse der Partner aus diesem Kontext war es, Web-basierte Portfolios und kollaborative Lernhilfen („Personal Learning Environments“) in die Diskussion einzubringen.
3. Der italienische Beitrag bezieht sich auf die Initiierung und Betreuung einer industriellen Lerngemeinschaft mit Fokus auf arbeitsbezogenes bzw. organisationalen Lernen. Hinsichtlich des europäischen Dialogs lag das Interesse darin, aus der europäischen Zusammenarbeit Anregungen und Werkzeuge für die regionale Umsetzung zu gewinnen.
4. Der slowenische Beitrag bezieht sich auf die Erweiterung und Vertiefung der regionalen Kooperationsbeziehungen eines schulischen Berufsbildungszentrums (SCV). Hinsichtlich des europäischen Dialogs lag das Interesse darin, Anregungen und Werkzeuge aus der europäischen Kooperation als Unterstützung für lokale Initiativen zu nutzen.
5. Der französische Beitrag bezieht sich auf unterschiedliche Beispiele betrieblicher Kooperation mit Berufsbildungs- bzw. Weiterbildungseinrichtungen. Ein besonderes Interesse lag in der Bedeutung des Euregio-Bezugsrahmens für regionale und transnationale Kooperationsinitiativen.
6. Der estnische Beitrag bezieht sich auf Analysen der Bedingungen für regionale Kooperation zwischen Betrieben und Berufsbildungseinrichtungen in einer industriellen Region, die als Ballungsraum für estnische Mechatronik-Industrien gilt. Bezüglich des europäischen Dialogs lag das Interesse daran, die Transferierbarkeit von Ansätzen aus europäischem Umfeld zu studieren.